# Antoine André Louis Reynaud
Antoine André Louis Reynaud (Parigi, 12 settembre 1771 – Parigi, 24 febbraio 1844) è stato un matematico francese. Fu cavaliere della Legion d'onore ed esaminatore all'École polytechnique.

## Opere
- (FR) Trigonométrie rectiligne et sphérique, Paris, Courcier, 1818.